# Urbanus tanna
Urbanus tanna es una mariposa de la familia Hesperiidae. Se encuentra en Ecuador y en la Guayana Francesa, al norte a través de América Central hasta México. Rara vez se pueden encontrar hasta el valle inferior del río Grande en Texas.
La envergadura es de 33–38 mm. Los adultos vuelan de junio a diciembre en México y en junio en el sur de Texas.
El huésped larval es desconocido. Los adultos probablemente se alimentan de néctar de flores.

## Descripción
Identificación: las colas son largas; El cuerpo y las alas son de color marrón. El ala anterior de ambos sexos tiene una delgada banda mediana transparente; El macho también tiene 5 puntos transparentes en el margen costal. El macho no tiene pliegue costal.